# NGC 3048/1
NGC 3048/1 је спирална галаксија у сазвежђу Лав која се налази на NGC листи објеката дубоког неба.
Деклинација објекта је + 16° 27' 22" а ректасцензија 9h 54m 56,5s. Привидна величина (магнитуда) објекта NGC 3048 износи 14,1 а фотографска магнитуда 14,9. NGC 30481 је још познат и под ознакама CGCG 92-71, PGC 28595.